# Кавендиш-Бентинк, Чарльз
Чарльз Вильям Фредерик Кавендиш-Бентинк (8 ноября 1817 — 17 августа 1865) — прадед королевы Великобритании Елизаветы II. Священник.

## Семья
Чарльз Вильям Фредерик был старшим сыном подполковника лорда Чарльза Бентинка и Анны Велесли.
Его дедом и бабушкой со стороны отца были Уильям Кавендиш-Бентинк, 3-й герцог Портлендский, премьер-министр Великобритании и Доротея Кавендиш.
Дедом и бабушкой со стороны матери были Ричард Уэлсли и его жена Гиацинта-Габриэлла Ролланд.

## Браки и дети
Его первой женой была Синетта Ламборн, дочь Джеймса Ламборна. Синетта умерла бездетной 19 февраля 1850 года.
Чарльз женился второй раз 13 декабря 1859 года на Луизе Бернэби, дочери Эдвина Бэрнэби. У них было трое детей:
- Сесилия Нина (1862—1938). Замужем за Клодом Джорджем Боуз-Лайоном. Бабушка Елизаветы II.
- Анна Виолета (1864 — 5 мая 1932)
- Гиацинта (1864 — 9 декабря 1916)